# Reina Claudia de Ecully
Reina Claudia de Ecully sinonimia: Reine Claude d'Ecully, es una variedad cultivar de ciruelo (Prunus domestica), de las denominadas ciruelas europeas,
una variedad de ciruela obtenida por M. Luizet en Ecully-sur-Lyon, a partir de 'Reina Claudia Verde', introducida en los circuitos comerciales en 1866 como 'Reine Claude Tardive'. Las frutas tienen un tamaño grande a muy grande, color de piel amarillo ámbar con estrías verdosas muy marcadas, y pulpa de color amarillo ámbar, con textura medio firme, carnosa, medianamente jugosa, y de sabor dulce, aromático, refrescante, muy bueno.

## Sinonimia
- "Reine Claude d'Ecully".[4][5][6]

## Historia
El área de origen de los ciruelos "Reina Claudia" sería seguramente Siria?, y se obtuvo en Francia tras el descubrimiento de un ciruelo importado de Asia que producía ciruelas de color verde. Este ciruelo fue traído a la corte de Francisco I por el embajador del reino de Francia ante la "Sublime Puerta", en nombre de Solimán el Magnífico.
El nombre de Reina Claudia es en honor de Claudia de Francia (1499–1524), duquesa de Bretaña, futura reina consorte de Francisco I de Francia (1494–1547). En Francia le decían la bonne reine.
'Reina Claudia de Ecully' es una variedad francesa antigua, obtenida de plántula por M. Luizet en Ecully-sur-Lyon, a partir de 'Reina Claudia Verde', introducida en los circuitos comerciales en 1866 como 'Reine Claude d'Ecully'.
Está descrita en : 1. Mathieu Nom. Pom. 445. 1889. 2. Guide Prat. 153, 364. 1895.
'Reina Claudia de Ecully' está cultivada en el banco de germoplasma de cultivos vivos de la Estación experimental Aula Dei de Zaragoza. Está considerada incluida como una variedad local muy antiguas, cuyo cultivo se centraba en comarcas muy definidas, que se caracterizan por su buena adaptación a sus ecosistemas, y podrían tener interés genético en virtud de su características organolepticas y resistencia a enfermedades, con vista a mejorar a otras variedades.

## Características
'Reina Claudia de Ecully' árbol de vigoroso crecimiento, con ramas largas y robustas que forman una copa ancha, redonda y despeinada, que da frutos irregulares y ocasionalmente abundantes. Requiere suelo ligero y una posición soleada. Las mejores frutas vienen cuando hay un comienzo de verano húmedo y un clima cálido y seco en el período de maduración. Si el clima es al revés, gran parte de la cosecha se pierde por culpa de la monilinia (Podredumbre parda). Tiene un tiempo de floración que comienza a partir del 16 de abril con el 10% de floración, para el 20 de abril tiene una floración completa (80%), y para el 29 de abril tiene un 90% de caída de pétalos.
'Reina Claudia de Ecully' tiene una talla de tamaño grande a muy grande, de forma globosa, con la sutura muy poco perceptible, línea muy fina, incolora y transparente, situada en una depresión más o menos acentuada, continuando en la parte inferior dorsal; epidermis con abundante pruina blanco grisácea, no se aprecia pubescencia, siendo el color de la piel amarillo ámbar con estrías verdosas muy marcadas que parten de la cavidad peduncular y se prolongan en manchas atigradas a los costados de la línea de sutura y menos perceptibles en la parte dorsal, sin chapa o con zona dorado sonrosada con leves salpicaduras carmín claro, punteado abundante, poco perceptible, muy menudo, blanquecino con aureola casi imperceptible, verdosa sobre el fondo y carmín o amoratado sobre las zonas más coloreadas; Pedúnculo de longitud mediano o largo, grueso con la parte superior formando maza, sin pubescencia, ubicado en una cavidad del pedúnculo de anchura bastante amplia, medianamente profunda, medianamente rebajada en la sutura
y más suavemente en el lado opuesto;pulpa de color amarillo ámbar, con textura medio firme, carnosa, medianamente jugosa, y de sabor dulce, aromático, refrescante, muy bueno.
Hueso semi libre, con ligera adherencia solo en zona ventral, de tamaño mediano, elíptico redondeado, zona
pistilar amplia y redondeada, zona ventral y surcos poco acusados, caras laterales medianamente labradas, granulosas.
Su tiempo de recogida de cosecha se inicia en su maduración en tercera decena de julio y primera de agosto.

## Usos
La ciruela 'Reina Claudia de Ecully' se comen crudas de fruta fresca en mesa, en macedonias de frutas, pero también en postres, repostería, como acompañamiento de carnes y platos. Se transforma en mermeladas, almíbar de frutas, compotas.

## Cultivo
Autofértil, es una muy buena variedad polinizadora de todos los demás ciruelos de Reina Claudia.

## Enfermedades y plagas
Plagas específicas:
Pulgones, Cochinilla parda, aves Camachuelos, Orugas, Araña roja de árboles frutales, Polillas minadoras de hojas, Pulgón enrollador de hojas de ciruelo.
Enfermedades específicas:
Podredumbre parda de las ciruelas.